# Lycopale
Lycopale là một chi ruồi trong họ Syrphidae.